# 1804 год в театре
1804 год в театре

## События

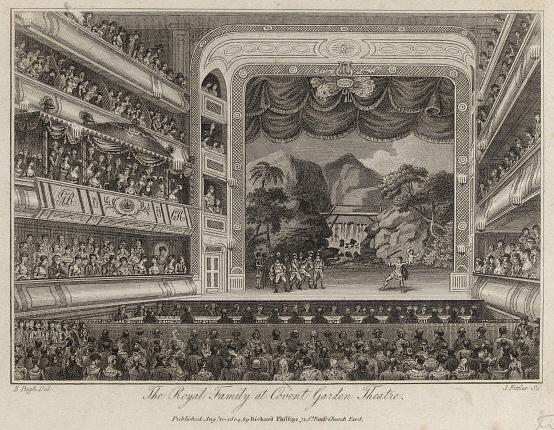
Королевская семья в театре «Ковент-Гарден», гравюра 1804 года

- Император Александр I согласился покрыть многочисленные долги антрепренёра Жозефа Мирэ, после чего тот отправился в Европу для найма в труппу своего Немецкого театра новых музыкантов и артистов.

### Постановки
- 17 марта — в Веймаре, на сцене придворного театра состоялась премьера пьесы Фридриха Шиллера «Вильгельм Телль» в постановке Иоганна Вольфганга фон Гёте.
- 3 октября — в Дрездене, на сцене придворного театра[нем.] состоялась премьера оперы Фердинандо Паэра на либретто Джованни Шмидта[англ.] «Леонора[англ.]».
- 10 ноября — в Вене, на сцене театра «Ан дер Вин» состоялась премьера последней оперы Антонио Сальери «Негры».

## Деятели театра
- 18 февраля — драматург Фридрих Шиллер окончил пьесу «Вильгельм Телль».
- Курфюрст Саксонии Фридрих Август I даровал композитору Фердинанду Паэру пожизненное звание капельмейстера придворного театра[нем.].
- Всё лето и осень Тальма с успехом гастролирует в Бордо.
- Певица Луиза Дюгазон оставила сцену.

### Родились
- Санкт-Петербург — актриса Мария Азаревичева, внебрачная дочь директора Императорских театров Аполлона Майкова; первая исполнительница роли Лизы в комедии Александра Грибоедова «Горе от ума».
- Санкт-Петербург — оперная певица и актриса Александра Иванова.
- Санкт-Петербург — оперная певица и актриса Мария Шелехова.
- Белосток — оперный певец, актёр, режиссёр петербургского Немецкого театра Константин Голланд.
- Вормс — немецкий композитор и дирижёр Иосиф Абенгейм.
- Курск — Любовь Млотковская, «крупнейшая актриса театральной провинции» Юга России.
- Ренн — французский актёр Ашиль Рокур.
- Углич — оперный певец, режиссёр и антрепренёр Александр Бантышев.
- 1 октября, Кёнигсберг — немецкий дирижёр и композитор, капельмейстер Кёнигсбергского театра Эдуард Соболевский.
- 16 января, Нюрнберг — немецкий композитор и дирижёр Карл Кребс; капельмейстер Дрезденской оперы в 1850—1872 годах.
- 31 января — венгерский писатель и театральный критик Йозеф Байза; директор Пештского венгерского театра с 1837 года.
- 4 февраля, Лёбниц — Ульрика фон Леветцов, последняя любовь поэта и драматурга Иоганна Вольфганга фон Гёте.
- 16 февраля, Сент-Этьен — французский писатель, театральный критик Жюль Жанен.
- 18 февраля, Рига — царедворец Александр Борх, директор Императорских театров в 1862—1867 годах.
- 14 марта, Вена — австрийский композитор и дирижёр, родоначальник династии Штраусов Иоганн Штраус-отец.
- 23 апреля, Стокгольм — балерина Мария Тальони, одна из центральных фигур балета эпохи романтизма, первая исполнительница партии Сильфиды.
- 20 мая (1 июня), Смоленская губерния — композитор Михаил Глинка.
- 14 ноября, Кёнигсберг — немецкий композитор и дирижёр Генрих Дорн.
- 23 ноября — балерина Екатерина Телешева.
- 6 декабря, Гамбург — немецкая оперная певица Вильгельмина Шрёдер-Девриент.
- 28 декабря, Варшава — польский актёр и драматург Станислав Богуславский.

### Скончались
- 4 июля, Санкт-Петербург — французский актёр, педагог Петербургского кадетского корпуса Жан Офрен-Риваль.
- 5 октября, Марсель — Вестрис, Роза (урождённая Франсуаза-Роза Гурго; род. 1743) — французская театральная актриса[1].